# 은계수
은계수 이말숙(銀溪守 李末叔, 1507년 ~ 1577년 2월 9일)은 조선 중기의 왕족으로 세종대왕의 서자 영해군 이당(寧海君 李瑭)의 손자이며 길안정 이의(吉安正 李義)의 아들이다. 생전 관직은 은계수였고 사후에 군으로 추봉되었다. 한명회의 외손자이다.
1521년 은계수에 봉작되었으나 그 해에 벌어진 신사무옥에 가담한 시산정 이정숙(詩山正 李正叔)에 연좌되었다. 사후 군으로 추봉되었다. 장순왕후와 안순왕후는 그의 이모이다. 본관은 전주이고 자(字)는 신원(愼原)이다.

## 생애
1507년(중종 2) 길안정 증 길안도정 이의(李義)와 의정부영의정 상당부원군 한명회(韓明澮)의 딸 청주한씨의 아들로 태어났다. 세종대왕과 첨지중추(僉知中樞) 김원(金元)의 딸인 후궁 신빈김씨(愼嬪金氏)의 아들 영해군 이당(寧海君 李瑭)의 손자이다. 5촌 당숙이 되는 예종비 장순왕후와 6촌 형이 되는 성종의 첫 왕비 공혜왕후는 그의 이모가 된다. 따라서 장순왕후는 외가로는 친이모이자 친가로는 5촌 당숙모가 되고, 공혜왕후는 외가로는 친이모이자 친가로는 6촌 형수가 된다.
1521년(중종 16) 선휘대부 은계수(宣徽大夫 銀溪守)에 봉작되었다. 그해, 1519년의 기묘사화 당시 조광조(趙光祖) 일파를 변호했다는 이유로 파직된 의정부좌의정 안당(安瑭)의 아들 안처겸은 시산정 이정숙(詩山正 李正叔), 권전(權磌) 등은 심정, 남곤 등이 사림을 해치고 왕의 총명을 흐렸다는 이유로 그들의 제거를 모의하였다. 여기에 가담한 송사련(宋祀連)이 이를 고변하였다. 송사련은 정상(鄭鏛) 등과 모여 안처겸 모친상 때의 조객록(弔客錄)을 근거로 안처겸 등이 대신들을 제거하기 위해서 음모를 꾸몄다고 고변했고 이는 옥사로 확대되었다.
1525년(중종 20) 유배에서 풀려 석방되고 1538년(중종 33) 복권되고 작위를 돌려받았다. 1554년 모친 한씨상을 당하자 예법에 따라 3년상을 마쳤다. 1577년 2월 9일 정침에서 사망하였다. 그 해 3월 10일 경기도 양주군 치소(治所) 남쪽의 뒷편 광제원 후동(濟院後洞)의 술좌 진향지원(戌坐辰向之原) 언덕에 매장되었다. 부인 해주현부인 최씨는 훗날 1583년 3월 11일 질환으로 사망하여 1583년 5월 11일 그의 묘소 왼편에 합장되었다.
훗날 아들 원천부수 이휘(原川副守 李徽)는 공로를 인정받아 2품직에 오르게 되면서 그도 추은으로 추증되어 증 정의대부 은계군(贈正義大夫銀溪君)에 추증되었다.

## 가계
- 할아버지 : 영해군 이당(寧海君 李瑭, 1435년 ~ 1477년), 세종대왕의 서자
  - 백부 : 영춘군 이인(永春君 李仁)
- 아버지 : 길안정 증 길안도정 이의(李義)
- 어머니 : 청주한씨
  - 형 : 시산정 이정숙(詩山正 李正叔)
- 서모 : 금덕(金德), 아버지 길안정 이의(李義)의 첩
- 부인 : 해주현부인 최씨(海州縣夫人 崔氏, 1508년 ~ 1583년 3월 11일), 충무위부사맹 최덕윤(德潤)의 딸
  - 아들 : 이휘(李徽, 원천부수(原川副守), 정의대부 원천군(正義大夫 原川君))
  - 며느리 : 여씨, 감찰 여세평(呂世平)의 딸
    - 손녀 : 전주이씨, 진사 황신(黃愼)의 부실
      - 외증손 : 황경항(黃景沉)
      - 외증손 : 황경연(黃景淵)

  - 딸 : 전주이씨
  - 사위 : 이광정(李光庭), 현감
    - 외손자 : 이증제(李曾齊)
    - 외손자 : 이유제(李有齊)
    - 외손자 : 이안제(李顔齊)
    - 외손자 : 이원제(李原齊)
    - 외손녀사위 : 이언광(李彦光)
    - 외손녀사위 : 김윤신(金潤身), 참봉

  - 딸 : 전주이씨
  - 사위 : 강성(姜晟), 군수
    - 외손녀 : 강씨
    - 외손녀사위 : 홍중성(洪仲成)

  - 딸 : 전주이씨
  - 사위 : 최영(崔韺), 감찰
    - 외손녀 : 2명

  - 딸 : 전주이씨
  - 사위 : 강백룡(姜伯龍)
    - 외손자 : 3명

  - 딸 : 전주이씨
  - 사위 : 안효흥(安孝興)
    - 외손자 : 안영명(安永命)
    - 외손자 : 안철명(安哲命)

  - 딸 : 전주이씨
  - 사위 : 이송복(李松福)
    - 외손녀 : ?
- 첩 : 이름 미상
  - 서녀 : 전주이씨, 김윤반의 정처
  - 서녀사위 : 김윤반(金潤胖)

- 외할아버지 : 한명회(韓明澮)
  - 이모이자 5촌 당숙모 : 장순왕후
  - 이모이자 6촌 형수 : 공예왕후
- 장인 : 최덕윤(崔德潤)
- 장모 : 남양홍씨(南陽洪氏), 부호군 홍자량(洪自良)의 딸
- 처조부 : 최준(崔浚), 김해부사

## 같이 보기
- 기묘사화
- 신사무옥
- 송사련
- 세종대왕